# Gerichtsbezirk Bad Königswart
Der Gerichtsbezirk Bad Königswart (auch: Königswart; tschechisch: soudní okres Lázně Kynžvart) war ein dem Bezirksgericht Bad Königswart unterstehender Gerichtsbezirk im Kronland Böhmen. Er umfasste Gebiete im westlichen Teil Böhmens. Zentrum und Gerichtssitz des Gerichtsbezirks war die Stadt Bad Königswart (Lázně Kynžvart). Das Gebiet gehörte seit 1918 zur neu gegründeten Tschechoslowakei und ist seit 1991 Teil der Tschechischen Republik.

## Geschichte
Die ursprüngliche Patrimonialgerichtsbarkeit wurde im Kaisertum Österreich nach den Revolutionsjahren 1848/49 aufgehoben. An ihre Stelle traten die Bezirks-, Landes- und Oberlandesgerichte, die nach den Grundzüge des Justizministers geplant und deren Schaffung am 6. Juli 1849 von Kaiser Franz Joseph I. genehmigt wurde. Der Gerichtsbezirk Bad Königswart (anfangs „Königswart“) gehörte zunächst zum Bunzlauer Kreis und umfasste 1854 die 20 Katastralgemeinden Altwasser, Amonsgrün, Dreihacken bei Königswart, Dreihacken bei Tachau, Großsichdichfür, Kleinschüttüber, Königswart, Krottensee, Maiersgrün, Markusgrün, Miltigau, Neumugl, Obersandau, Perlsberg, Rokendorf, Schanz, Schönficht, Teschau, Untersandau und Zeidlweid.
Der Gerichtsbezirk Bad Königswart bildete im Zuge der Trennung der politischen von der judikativen Verwaltung ab 1868 gemeinsam mit dem Gerichtsbezirk Plan (Planá) den Bezirk Plan.
Per 1. Oktober 1902 bildete der Gerichtsbezirk Bad Königswart gemeinsam mit dem Gerichtsbezirk Marienbad (Mariánské Lázně) den Bezirk Marienbad.
Im Gerichtsbezirk Bad Königswart lebten 1869 16.273 Menschen 1900 waren es 15.941 Personen.
Der Gerichtsbezirk Bad Königswart wies 1910 eine Bevölkerung von 16.456 Personen auf, von denen 16.361 Deutsch und 6 Tschechisch als Umgangssprache angaben. Im Gerichtsbezirk lebten zudem 89 Anderssprachige oder Staatsfremde.
Durch die Grenzbestimmungen des am 10. September 1919 abgeschlossenen Vertrages von Saint-Germain kam der Gerichtsbezirk Bad Königswart vollständig zur neugegründeten Tschechoslowakei, wobei die Gerichtseinteilung bis 1938 im Wesentlichen bestehen blieb. Nach dem Münchner Abkommen wurde das Gebiet Teil des Landkreises Marienbad.
Nach dem Zweiten Weltkrieg gehörte das Gebiet zum Okres Cheb, dessen Behörden jedoch im Zuge einer Verwaltungsreform 2003 ihre Verwaltungskompetenzen verloren. Diese werden seitdem von den Gemeinden bzw. dem Karlovarský kraj, zu dem das Gebiet um Bad Königswart seit Beginn des 21. Jahrhunderts gehört, wahrgenommen.

## Gerichtssprengel
Der Gerichtssprengel umfasste Ende 1914 die 26 Gemeinden Altwasser (Stará Voda), Amonsgrün (Úbočí), Bad Königswart (Lázně Kynžvart), Grafengrün (Háj), Großsichdichfür (Velká Hleďsebe), Kleinschüttüber (Malá Šitboř), Kleinsichdichfür (Malá Hleďsebe), Klemensdorf (Klimentov), Königswarter Dreihacken (Tři Sekery), Krottensee (Mokřina), Lohhäuser (Slatina), Maiersgrün (Vysoká), Markusgrün (Podlesí), Miltigau (Milíkov), Obersandau (Horní Žandov), Perlsberg (Lazy), Rockendorf (Žitná), Schanz (Valy), Schönficht (Smrkovec), Schönthal (Krásné), Tachauer Dreihacken (Tři Sekery), Tachauer Schmelzthal (Tachovská Huť), Tannaweg (Jedlová), Teschau (Těšov), Untersandau (Dolní Žandov) und Zeidlweid (Brtná).